# Seznam narodnih herojev Jugoslavije (V)
Seznam narodnih herojev Jugoslavije, katerih priimki se začnejo na črko V.

## Seznam
- Slaviša Vajner Čiča (1903–1942), za narodnega heroja proglašen 25. septembra 1944.
- Čedomir Vasović (1910–1942), za narodnega heroja proglašen 5. maja 1951.
- Mirko Vejinović (1920–1944), za narodnega heroja proglašen 27. novembra 1953.
- Borko Velevski Levata (1912–1942), za narodnega heroja proglašen 20. decembra 1951.
- Antun Velušček Matevž (1917–1944), za narodnega heroja proglašen 4. julija 1953.
- Stanimir Veljković Zele (1919–1942), za narodnega heroja proglašen 14. decembra 1949.
- Dušan Vergaš (1909–1942), za narodnega heroja proglašen 20. decembra 1951.
- Matija Verdnik Tomaž (1916–1944), za narodnega heroja proglašen 20. decembra 1951.
- Milenko Verkić (1912–1942), za narodnega heroja proglašen 20. decembra 1951.
- Jovan Veselinov Žarko (1906–1982), z redom narodnega heroja odlikovan 5. julija 1952.
- Arsen Vivoda (1917–1946), za narodnega heroja proglašen 26. septembra 1973.
- Ivan Videković Pavel (1908–1943), za narodnega heroja proglašen 20. decembra 1951.
- Anton Vidmar Luka (1917–1999), z redom narodnega heroja odlikovan 9. maja 1945.
- Žarko Vidović Pucar (1913–1999), z redom narodnega heroja odlikovan 27. novembra 1953.
- Marija Vidović Abesinka (1924–1942), za narodnega heroja proglašena 27. novembra 1953.
- Nikola Vidović (1917–2000), z redom narodnega heroja odlikovan 20. decembra 1951.
- Rade Vilotijević Vića (1910–1943), za narodnega heroja proglašen 20. decembra 1951.
- Trivun Vitasović (1922–1944), za narodnega heroja proglašen 27. novembra 1953.
- Milenko Vitomir (1916–1941), za narodnega heroja proglašen 27. novembra 1953.
- Miro Višić (1919–1943), za narodnega heroja proglašen 27. novembra 1953.
- Branko Vladušić (1917–1942), za narodnega heroja proglašen 27. novembra 1953.
- Milosav Vlajić (1921–1943), za narodnega heroja proglašen 6. julija 1945.
- Veljko Vlahović (1914–1975), z redom narodnega heroja odlikovan 27. novembra 1953.
- Joža Vlahović (1916–1941), za narodnega heroja proglašen 14. decembra 1949.
- Dimitrije Vojvodić Zeko (1908–1987), z redom narodnega heroja odlikovan 20. decembra 1951.
- Đoko Vojvodić (1914–1942), za narodnega heroja proglašen 20. decembra 1951.
- Nikola Vojvodić (1911–1943), za narodnega heroja proglašen 24. julija 1953.
- Petar Vojvodić (1914–1974), z redom narodnega heroja odlikovan 10. julija 1952.
- Aleksandar Vojinović (1922–1992), z redom narodnega heroja odlikovan 9. oktobra 1953.
- Krume Volnarovski (1919–1944), za narodnega heroja proglašen 9. oktobra 1953.
- Ignac Voljč Fric (1904–1944), za narodnega heroja proglašen 27. novembra 1953.
- Vaso Vostrel (1904–1942), za narodnega heroja proglašen 20. decembra 1951.
- Rada Vranješević (1918–1944), za narodnega heroja proglašena 5. julija 1951.
- Anton Vratanar Antonesko (1919–1993), z redom narodnega heroja odlikovan 27. novembra 1953.
- Đina Vrbica (1913–1943), za narodnega heroja proglašen 24. julija 1953.
- Boško Vrebalov (1912–1943), za narodnega heroja proglašen 20. decembra 1951.
- Franc Vresk Gustl (1910–1943), za narodnega heroja proglašen 20. decembra 1951.
- Risto Vreća (1920–1943), za narodnega heroja proglašen 24. julija 1953.
- Majda Vrhovnik (1922–1945), za narodnega heroja proglašena 5. julija 1951.
- Franjo Vrunč (1910–1941), za narodnega heroja proglašen 27. novembra 1953.
- Sava Vujanović Žuća (1923–1941), za narodnega heroja proglašen 27. novembra 1953.
- Vasilije Vujačić Vajo (1917–1943), za narodnega heroja proglašen 20. decembra 1951.
- Dušan Vujačić (1917–1943), za narodnega heroja proglašen 13. julija 1953.
- Dušan Vujović (1909–1943), za narodnega heroja proglašen 27. novembra 1953.
- Đuro Vujović (1901–1943), za narodnega heroja proglašen 4. julija 1946.
- Ratko Vujović Čoče (1916–1977), z redom narodnega heroja odlikovan 27. novembra 1953.
- Špiro Vujović (1918–1943), za narodnega heroja proglašen 20. decembra 1951.
- Bogdan Vujošević (1912–1981), z redom narodnega heroja odlikovan 27. novembra 1953.
- Dušan Vujošević (1912–1943), za narodnega heroja proglašen 20. decembra 1951.
- Zarija Vujošević (1903–1943), za narodnega heroja proglašen 30. aprila 1943.
- Radoje Vujošević Risto (1910–1942), za narodnega heroja proglašen 27. novembra 1953.
- Vukadin Vukadinović (1915–1943), za narodnega heroja proglašen 20. decembra 1951.
- Bogoljub Vukajlović Lala (1911–1943), za narodnega heroja proglašen 27. novembra 1953.
- Mihajlo Vukajlović Crni (1919–1989), z redom narodnega heroja odlikovan 20. decembra 1951.
- Jovan Vukanović (1912–1943), za narodnega heroja proglašen 10. julija 1953.
- Radovan Vukanović (1906–1987), z redom narodnega heroja odlikovan 20. decembra 1951.
- Dušan Vukasović (1909–1945), za narodnega heroja proglašen 6. julija 1953.
- Stanko Vukašinović (1923–1944), za narodnega heroja proglašen 27. novembra 1953.
- Savo Vukelić (1917–1974), z redom narodnega heroja odlikovan 27. novembra 1953.
- Đoko Vukićević Đoko (1914–2002), z redom narodnega heroja odlikovan 10. julija 1953.
- Svetozar Vukmanović Tempo (1912–2000), z redom narodnega heroja odlikovan 20. decembra 1951.
- Boro Vukmirović (1912–1943), za narodnega heroja proglašen 6. marca 1945.
- Dušan Vuković Zećo (1910–1993), z redom narodnega heroja odlikovan 27. novembra 1953.
- Žarko Vuković Pucar (1911–1943), za narodnega heroja proglašen 26. julija 1945.
- Pavle Vukoje (1908–1943), za narodnega heroja proglašen 27. novembra 1953.
- Pavle Vukomanović Stipe (1903–1977), z redom narodnega heroja odlikovan 27. novembra 1953.
- Jovan Vukotić (1907–1982), z redom narodnega heroja odlikovan 27. novembra 1953.
- Slavoljub Vuksanović (1922–1943), za narodnega heroja proglašen 9. oktobra 1953.
- Milica Vučetić (1920–1944), za narodnega heroja proglašena 27. novembra 1953.
- Vlado Vučinić (1907–1942), za narodnega heroja proglašen 27. novembra 1953.
- Luka Vučinić (1922–1992), z redom narodnega heroja odlikovan 10. julija 1953.
- Milica Vučinić (1921–1943), za narodnega heroja proglašen 13. julija 1953.
- Simo Vučinić Šime (1916–1943), za narodnega heroja proglašen 20. decembra 1951.
- Ante Vučić (1913–1942), za narodnega heroja proglašen 5. julija 1951.
- Jovan Vučković (1913–1944), za narodnega heroja proglašen 27. novembra 1953.
- Ljubo Vučković (1915–1976), z redom narodnega heroja odlikovan 20. decembra 1951.
- Miloš Vučković (1914–1998), z redom narodnega heroja odlikovan 20. decembra 1951.